# Fédération saxonne de football
La Fédération saxonne de football  (SFV, allemand : Sächsischer Fußball-Verband), fondée le 6 octobre 1990 à Chemnitz est l'organisation parapluie de 871 clubs contenant 171 070 licenciés dans le Land de Saxe. 4 932 équipes membres de la fédération prennent part aux championnats allemands.
C'est l'une des 21 fédérations régionales de la DFB, subalterne de la Nordostddeutscher Fußball-Verband (NOFV). La fédération siège à Leipzig depuis le 1er mars 2011 et est divisée en 13 arrondissements. Son président est Hermann Winkler depuis le 8 octobre 2022.

## Ligues
| Niveau                    | Ligue                                                    |
| Hommes                    | Hommes                                                   |
| ------------------------- | -------------------------------------------------------- |
| 6                         | Sachsenliga                                              |
| 7                         | Landesklassen (Nord, Ost, West)                          |
| (↓ variable par district) |                                                          |
| 8                         | Kreisoberligen (13 arrondissements)                      |
| 9                         | 1. Kreisligen (1 à 2 groupes par arrondissement)         |
| 10                        | 2. Kreisligen (8 groupes dans 5 arrondissements)         |
| 11                        | 3. Kreisligen (1 groupe dans l'arrondissement de Dresde) |
| 10/11/12                  | 1. Kreisklassen (21 groupes dans 12 arrondissements)     |
| 11/12                     | 2. Kreisklassen (9 groupes dans 5 arrondissements)       |

1. ↑  Arrondissements de Chemnitz, des Monts-Métallifères (Erzgebirge), de Leipzig, de Meißen, de Saxe-du-Nord (Nordsachsen), de Haute-Lusace (Oberlausitz), de Lusace-occidentale (Westlausitz) et de Zwickau
2. ↑  Arrondissements de Saxe centrale (Mittelsachsen), de Suisse-Saxonne-Monts-Métallifères-de-l'Est (Sächsische Schweiz-Osterzgebirge) et du Vogtland
3. ↑  Arrondissement de Dresde
4. ↑  Arrondissements des Monts-Métallifères (Erzgebirge), de Leipzig, de Meißen et de Zwickau
5. ↑  Arrondissement de Vogtland

Femmes
- Landesliga Saxe
- Landesklassen (3 groupes)

## Coupes
Football masculin
- Coupe de Saxe (Sachsenpokal, Hommes)
- Landespokal Sachsen (Juniors A, B, C, D)

Football féminin
- Coupe de Saxe (Sachsenpokal, Femmes, Junior B, C, D)

## Arrondissements

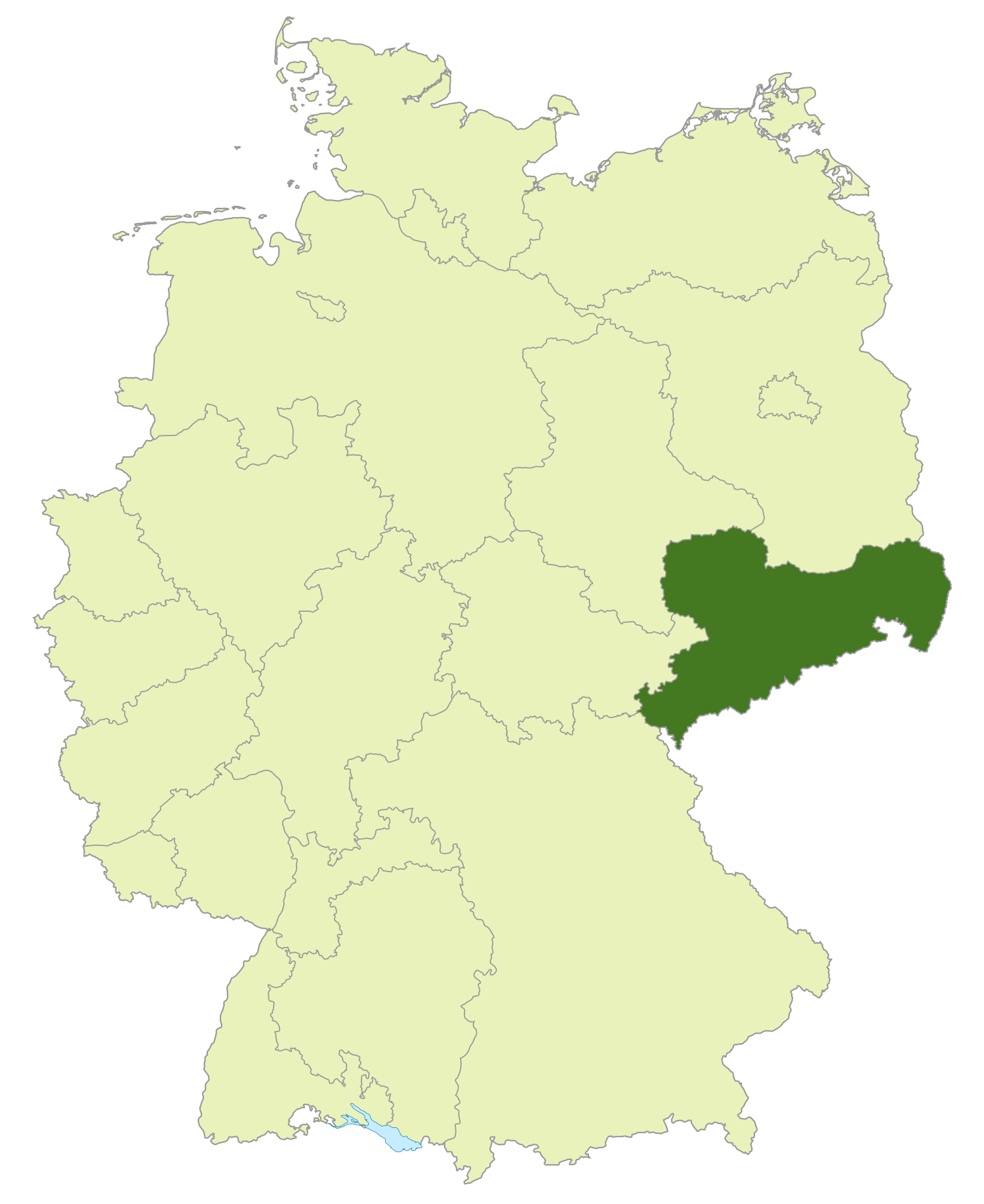
Territoire couvert par la Fédération saxonne de football

La Fédération saxonne de football est divisée en 13 arrondissements de football (Fußballkreise), correspondant peu ou prou aux arrondissements (Landkreise) et villes-arrondissements (kreisfreie Städte) du Land de Saxe :
- Chemnitz
- Dresde
- Leipzig
- Monts-Métallifères (Erzgebirge)
- Meißen
- Saxe centrale (Mittelsachsen, arrondissement de Saxe centrale sans l'ancien arrondissement de Döbeln)
- Vallée-de-Mulde/Pays-de-Leipzig (Muldental/Leipziger Land, arrondissement de Leipzig avec l'ancien arrondissement de Döbeln)
- Saxe-du-Nord (Nordsachsen)
- Haute-Lusace (Oberlausitz, arrondissement de Görlitz)
- Suisse-Saxonne-Monts-Métallifères-de-l'Est (Sächsische Schweiz-Osterzgebirge)
- Vogtland
- Lusace-occidentale (Westlausitz, arrondissement de Bautzen)
- Zwickau

### Les autres fédérations subalternes de la NOFV
- Berliner Fußball-Verband (BFV)
- Fußball-Landesverband Brandenburg (FLB)
- Landesfußballverband Mecklenburg-Vorpommern (LFV)
- Fußballverband Sachsen-Anhalt (FSA)
- Thüringer Fußball-Verband (TFV)